# خرج (حقيبة)

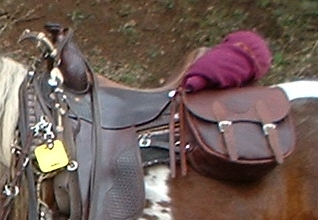
عدول سرج على سرج غربي

الخُرْجُ هو وِعاءٌ من شعَرٍ أو جلدٍ، ذو عِدْليْن (عِدْل السرج يُقابله Saddlebag)، ويوضعُ على ظهرِ الدابَّةِ لوضع الأَمتِعة فيه. والجمع : خِرَجَة، وأَخراجٌ، وقد تعلق العُدُول على السرج فتكون فكوكة (يمكن فكها)، كالتي توضع على الدراجات.

## ركوب الدواب

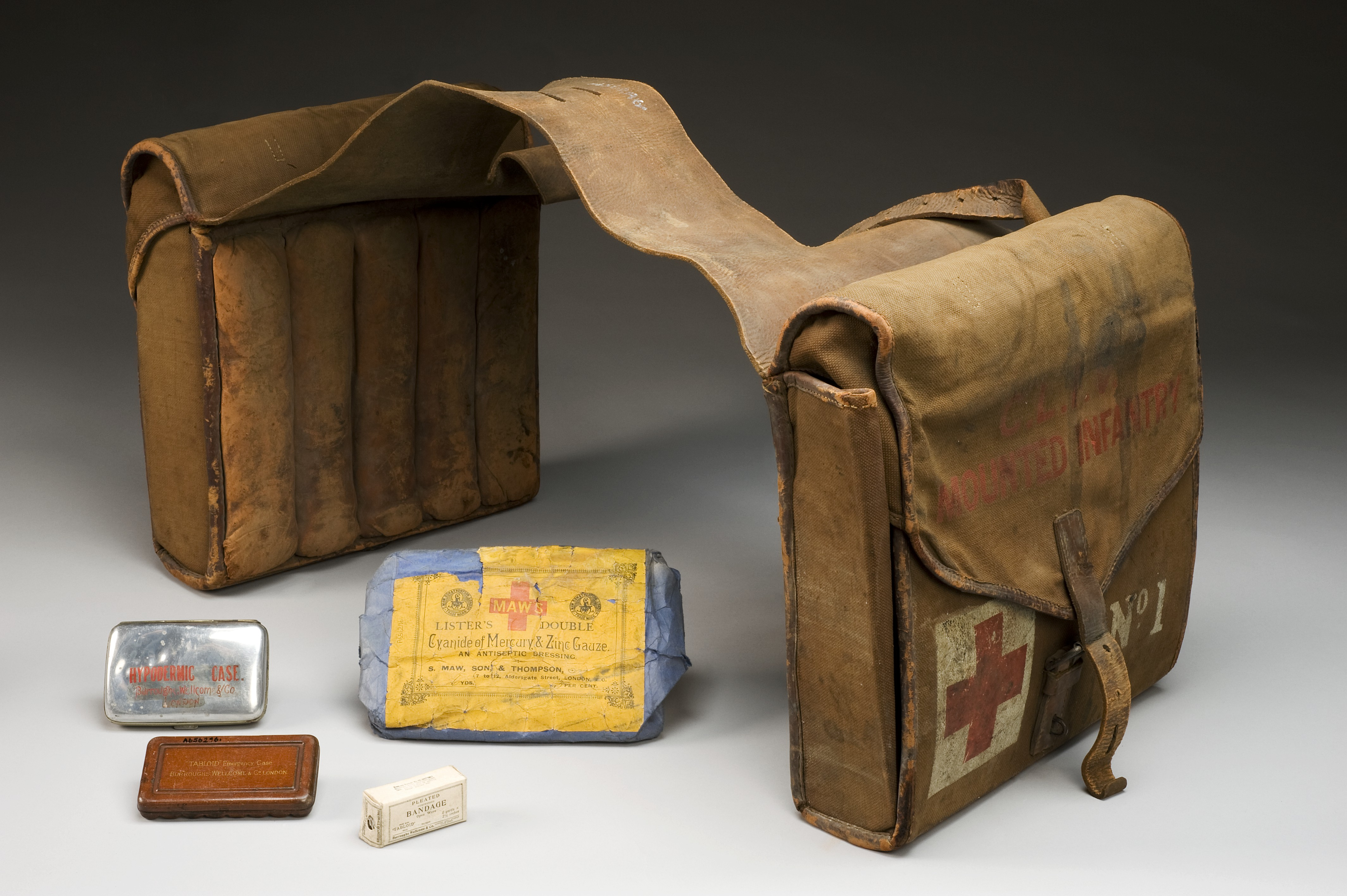
عدول سرج على طراز الحرب العالمية الأولى تحتوي على مجموعة إسعافات أولية

## الدراجات

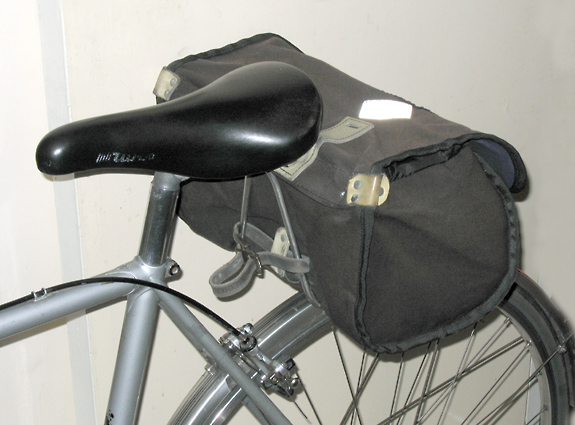
عدل دراجة